# 보이원더
보이원더(1991년 8월 1일 ~)는 대한민국의 가수다. 2016년 디지털 싱글 앨범 [Fxxk Live]로 데뷔했다.

## 방송
- 쇼미더머니 8 (2019) - Top87

## 음반
- Fxxk Live (2016)
- 호랑이 (2016)
- Gimme That (2017)
- 트래프모음집 (2020)
- 잔디깎기 (2021)
- “ R* o c k s t a r “ (2022)
- 빡치게 만들어♡ (2022)

## 공연
- 그랜드라인쇼 (2016)
- 랩비트 (2022)